# 埃塞奥萨·艾博贡
埃塞奥萨·曼迪·艾博贡（德語：Eseosa Mandy Aigbogun；1993年5月23日—），瑞士女子足球运动员，司职前锋，目前效力于罗马体育俱乐部和瑞士国家女子足球队。她曾代表瑞士参加2022年欧洲女子足球锦标赛和2023年国际足联女子世界杯等多场国际赛事。